# Antoni Arca
Antoni Arca   (l'Alguer, 1956) és un escriptor alguerès. Novel·lista, poeta i dramaturg, conjumina l'ensenyament amb moltes altres activitats. És professor a la Universitat de Sàsser de llengua i literatura catalanes (Llengües estrangeres) i de literatura juvenil (Ciències de l'educació), ha estat també editor i llibreter. Es consagra a la promoció de la lectura en l'àmbit territorial, és director de l'associació cultural Coilibrì i col·labora com a autor teatral amb les companyies de teatre de Sardenya i Còrsega. Escriu en revistes culturals i diaris de Sardenya.

## Obra
Escriu generalment literatura infantil i juvenil, amb il·lustracions fetes per ell mateix. La seva obra ha estat traduïda a l'italià i l'espanyol.
- Narrativa breu: Els catalans no dormim mai (1992) i Rondalles (1998).
- Novel·la: La torre de l'esperó (1996), Balxa (1997) i Buc (2000).
- Poesia: No tinc temps pel Nobel (1990), Isabelleida (1991), Onze cançons d'amor i de guerra (1991), A E I O U (1993), Memòries d'un dia llarguíssim (1993), Comiats (1996), Per una història del meu poble i de mi mateix (1998).
- Prosa de no-ficció: Barceloneta (1996).
- Teatre: Tres peces de teatre (1993), Ramon i Lis (1994), Niños, pitzinnos, minyons (1995), Culumba Quijinera (2000), Golondrina (2000), Lo conte de Maria Entaulada (2000) i Germans = Frades (2000).
- Lexicografia: Lèxic militant (1985).
- Algunes obres en llengua italiana.
- Traduccions: Tradueix al català de l'italià i del sard, ha traduït a l'italià Josep Pla i Josep Vallverdú.